# 穆赫塔爾·特列烏別爾季
穆赫塔爾·特列烏別爾季（羅馬化：Mūhtar Beskenūly Tıleuberdı，發音：[mo̙χtɑɾ bʲeskʲeno̙ɫɯ tɘlʲewbʲeɾdɘ]；1968年6月30日—），是一位哈薩克斯坦政治人物。他自2019年9月起擔任該國外交部長，並自2021年1月起兼任副總理一職。

## 早年生活
特列烏別爾季於1968年6月30日在蘇聯哈薩克蘇維埃社會主義共和國奇姆肯特州賽曼區阿克蘇村（現哈薩克斯坦突厥斯坦州阿克蘇肯特）出生，大學時期於基洛夫哈薩克國立大學（現阿里-法拉比哈薩克國立大學）修讀哲學，畢業之後選擇留在該校的哲學和中國哲學歷史系內工作，其後也曾經於俄羅斯莫斯科國立大學亞非學院以及韓國延世大學語言學院進修，並精通俄語、英語、韓語和日語。

## 仕途
特列烏別爾季自1993年開始在哈薩克斯坦政府內工作，他首先出任外交部亞洲司武官以及三等秘書，然後於1996年獲派往哈薩克斯坦駐韓國大使館先後擔任三等秘書和二等秘書，接著在1999年回國出任外交部亞洲、中東與非洲司一等秘書以及雙邊合作司處長，並於翌年成為總統辦公廳國際問題國務秘書顧問。
2001年，特列烏別爾季再次獲派往外國擔任哈薩克斯坦駐以色列大使館顧問，兩年後回國出任外交部副部長；其後又在2004年8月獲委任為哈薩克斯坦駐馬來西亞大使，並於翌年3月兼任駐印尼、汶萊和菲律賓大使，任期至2009年7月結束。
2009年7月，特列烏別爾季獲任命為哈薩克斯坦駐瑞士大使，並在三個月後兼任駐列支敦士登和梵蒂岡大使，2015年時更兼任駐馬爾他騎士團大使，所有任期至2016年3月結束，隨後回國擔任外交部第一副部長。
2019年9月18日，哈薩克斯坦總統卡西姆若馬爾特·托卡耶夫簽署總統令，正式任命特列烏別爾季出任外交部長，一個月後也成為總統直屬人權委員會、外國投資者委員會以及全國公眾意識現代化計劃執行委員會的其中一名委員。他在任外交部長期間非常重視為對哈薩克斯坦國內市場和海外業務感到興趣的外國投資者提供支援，並曾經在新聞網站上發表文章，強調外交部是處於經濟外交的最前列位置，而向外宣傳哈薩克斯坦是一個理想投資目的地則為該部門其中一個目的。另一方面，特列烏別爾季也積極提倡不同種族和信仰之間的相互寬容。
2021年1月18日，托卡耶夫總統簽署總統令，正式任命特列烏別爾季在外交部長的基礎上兼任該國副總理一職，隨後他於翌日例行政府工作會議上宣誓就職。